# Doglands
 (novembre 2012).
Si vous disposez d'ouvrages ou d'articles de référence ou si vous connaissez des sites web de qualité traitant du thème abordé ici, merci de compléter l'article en donnant les références utiles à sa vérifiabilité et en les liant à la section « Notes et références ».
Doglands est un roman de Tim Willocks paru en 2011. Il a été traduit et publié en France en 2012. C'est le premier roman de l'auteur en direction d'un public adolescent.

## Résumé
Doglands raconte les aventures de Furgul, un jeune lévrier né dans un élevage de chiens de race destinés aux champs de course. Cet élevage est la propriété d'un éleveur violent et cruel, qui ne s'occupe des animaux que dans l'objectif de s'enrichir. Alors qu'il n'est encore qu'un chiot, sa mère Keeva révèle à Furgul qu'il n'est pas un chien de pure race, mais un "bâtard", puisqu'il est né d'un père chien-loup. Elle le supplie de tenter de s'échapper, ainsi que ses trois sœurs, et de partir à la recherche des Doglands, le pays où les chiens sont libres. Furgul promet de conquérir sa liberté, et de revenir plus tard libérer sa mère. Il parvient à s'échapper, mais tandis que sa sœur Brid disparait, les deux autres Eena et Nessa sont tuées. Après bien des aventures, Furgul est recueilli par un couple, et découvre la vie de chien de compagnie. Un jour, au cours d'une promenade, il rencontre Dervla, une jeune chienne berger allemand, et se lie d'amitié avec elle. Malgré la gentillesse de ses maîtres et le confort de la maison qu'il partage avec un autre chien, l'appel de la vie sauvage est le plus fort, et Furgul s'évade à nouveau, bien décidé à rejoindre les Doglands.

## Prix
- Sélectionné pour le prix Roman jeunesse de Science-Fiction au Festival des Utopiales de Nantes en 2012[1].
- Pépite dans la catégorie Roman pour adolescents au Festival du Livre de Jeunesse à Montreuil en 2012[2].